# Plaque australienne
La plaque australienne est une plaque tectonique de la lithosphère de la planète Terre. Sa superficie est de 1,13294 stéradian. On y associe généralement les plaques des Kermadec, des Tonga, de Niuafo'ou, de Woodlark, de la mer des Salomon, de Maoke et de Bird's Head.

## Étendue
Elle couvre :
- La croûte continentale de cette plaque couvre la totalité de l'Australie, le golfe de Carpentarie, le sud de la Nouvelle-Guinée, la mer d'Arafura, la mer de Corail.
- La croûte continentale comprend également le nord-ouest de la Nouvelle-Zélande, la Nouvelle-Calédonie et les Fidji ;
- La croûte océanique comprend le sud-est de l'océan Indien, la mer de Tasman et la mer de Timor.

## Frontières

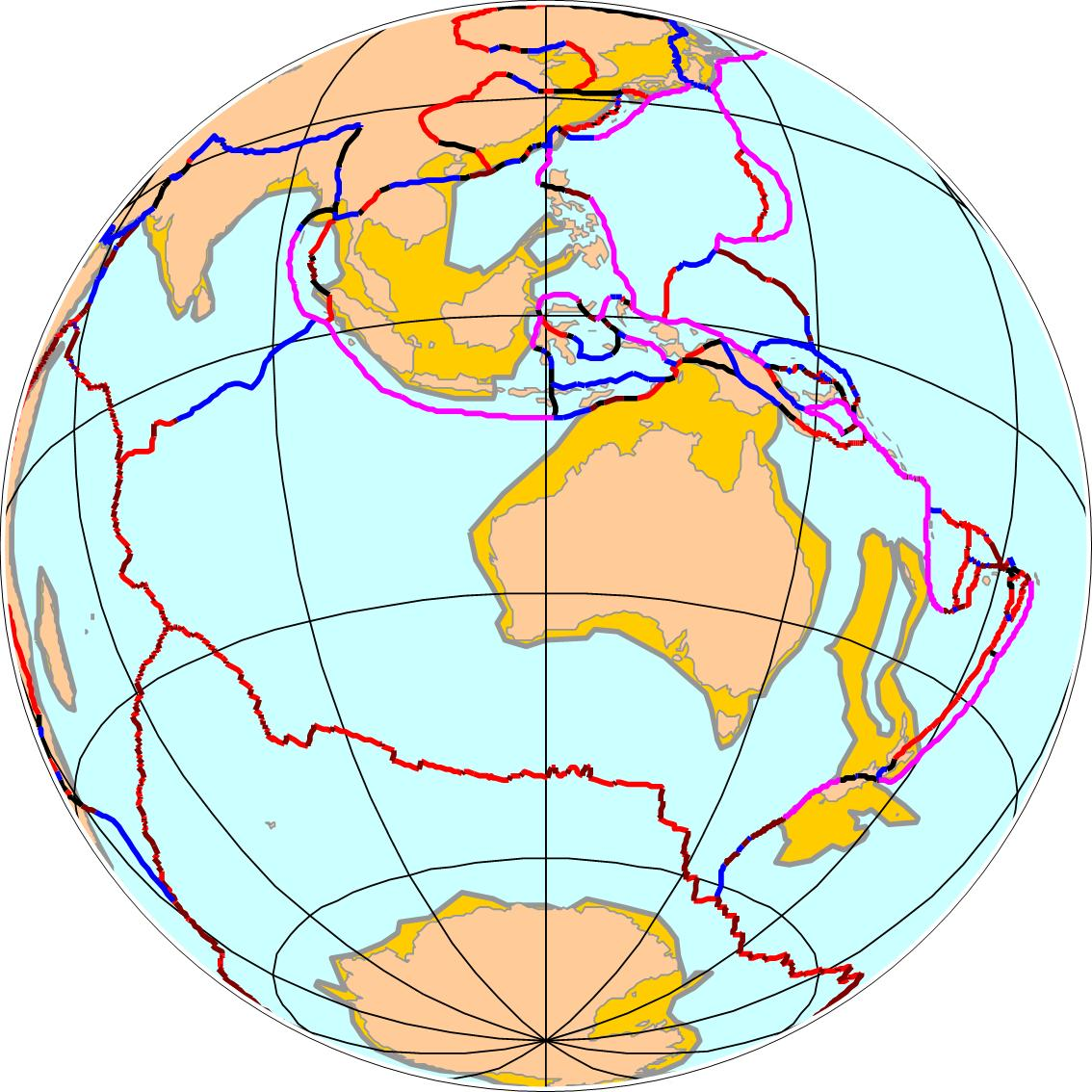
Carte en projection orthographique de la plaque australienne.

La plaque australienne est en contact avec les plaques indienne, somalienne, antarctique, pacifique, des Kermadec, des Tonga, de Niuafo'ou, de Futuna, du récif Balmoral, du récif Conway, des Nouvelles-Hébrides, de Woodlark, de Maoke, de Bird's Head, de la mer de Banda, de Timor, de la Sonde et birmane.
Ses frontières avec les autres plaques sont notamment formées des fosses de subduction de l'arc  de la Sonde sur la côte ouest de Sumatra, de Java sur la côte sud de Java, de Bougainville sur la côte sud des îles Salomon et des Nouvelles-Hébrides sur la côte ouest et sud des Nouvelles-Hébrides, des dorsales centrale indienne et sud-est indienne.

## Déplacement
Le déplacement de la plaque australienne se fait vers le nord-est ou encore à une vitesse de rotation de 1,0744° par million d'années selon un pôle eulérien situé à 60°08' de latitude nord et 01°74' de longitude est (référentiel : plaque pacifique).
Les géologues considéraient la plaque indienne et la plaque australienne comme une seule plaque appelée « plaque indo-australienne ». Depuis la découverte d'une zone de failles et de déformations dans l'océan Indien entre Sumatra et l'archipel des Chagos (bassin de Wharton), les deux plaques sont en cours de séparation, la désolidaritation pouvant prendre encore plusieurs millions d'années,,. Ce phénomène s'est traduit le 11 avril 2012 par deux séismes de magnitude 8,7 et 8,2 le long de failles de décrochement dans la zone de rupture des deux plaques, sous l'océan Indien, loin des limites de plaque,.

## Source
- (en) Peter Bird, An updated digital model of plate boundaries, vol. 4, Geochemistry Geophysics Geosystems, 14 mars 2003 (DOI 10.1029/2001GC000252, Bibcode 2003GGG.....4.1027B, lire en ligne)